# شهرستان کراسنوزورنسکی
شهرستان کراسنوزورنسکی (به لاتین: Krasnozorensky District) یک شهرستان در روسیه است که در استان اریول واقع شده‌است.